# Goshen College

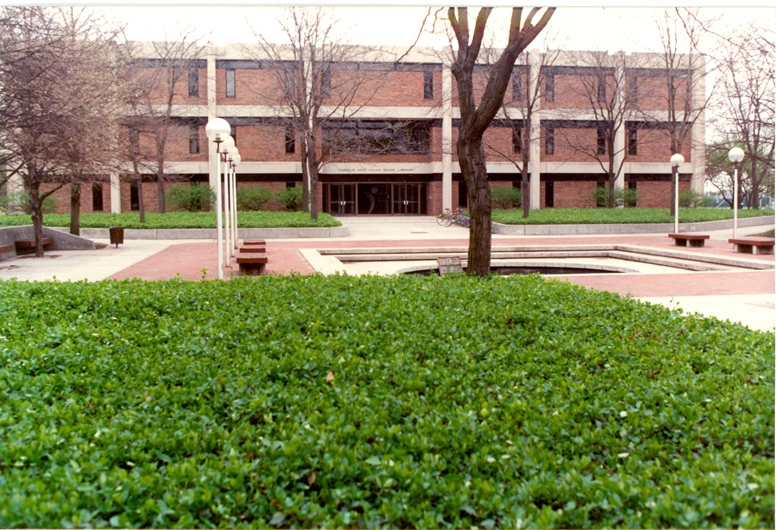
Bibliothek, Goshen College, 1988–1989

Das Goshen College ist ein mennonitisches College in den USA. Es wurde 1894 in Elkhart in Indiana als Elkhart Institute gegründet. Im Jahr 1903 übersiedelte die Hochschule in das nahe Goshen, wo sich bis heute der Campus der Hochschule befindet. Das Goshen College hat als Liberal Arts College ein breites Kursangebot. Neben Kursen in Theologie oder Konfliktvermeidung werden auch Kurse in Wirtschaft, Kommunikation, Pädagogik, Geschichte und amerikanischer Gebärdensprache angeboten. Bereits seit 1968 bietet das College mit Goshen's Study Service Term ein internationales Austauschprogramm an. Das College versteht sich als christliche Hochschule, nimmt aber auch Studenten anderer Religionsgruppen auf. Als christliche Hochschule ist es Mitglied im Council for Christian Colleges and Universities.
Das College ist auch Sitz der 1906 von Harold Stauffer Bender gegründeten Mennonite Historical Library (zu deutsch Mennonitische Historische Bibliothek) und der seit 1927 herausgegebenen Zeitschrift Mennonite Quarterly Review. Die Bibliothek hat als Fachbibliothek für mennonitische und täuferische Geschichte über Nordamerika hinaus Bedeutung. Hier wir auch ein Exemplar der Schleitheimer Artikel von 1550 aufbewahrt. Auch das Archiv der Mennonite Church USA und des Mennonite Central Committee befinden sich hier. Während des Zweiten Weltkrieges war das Goshen Colleges eines der Ausbildungsstätten der vom Mennonite Central Committee initiierten Zivildienstprogramme.
Neben dem Goshen College gibt es in Nordamerika eine Reihe weiterer mennonitischer Colleges oder Universitäten.

## Zahlen zu den Studierenden, den Dozenten und zum Vermögen
Im Herbst 2021 waren 811 Studierende am Goshen College eingeschrieben. Davon strebten 749 (92,4 %) ihren ersten Studienabschluss an, sie waren also undergraduates. Von diesen waren 62 % weiblich und 38 % männlich; 2 % bezeichneten sich als asiatisch, 4 % als schwarz/afroamerikanisch, 27 % als Hispanic/Latino und 50 % als weiß. 62 (7,6 %) arbeiteten auf einen weiteren Abschluss hin, sie waren graduates. Es lehrten 109 Dozenten an der Universität, davon 66 in Vollzeit und 43 in Teilzeit. 2008 waren es 971 Studierende gewesen.
Der Wert des Stiftungsvermögens der Universität lag 2021 bei 149,7 Mio. US-Dollar und damit 34,7 % höher als im Jahr 2020, in dem es 111,2 Mio. US-Dollar betragen hatte. 2008 waren es 72 Mio. US-Dollar gewesen.

## Persönlichkeiten

### Absolventen
- Philip A. Beachy (* 1958), Biochemiker und Biologe, Bachelor am Goshen 1979
- Roger N. Beachy (* 1944), Biologe, Phytopathologe, Bachelor am Goshen 1966
- Owen Gingerich, ehemaliger Professor für Astronomie  und Wissenschaftsgeschichte an der Harvard University
- Sofia Samatar (* 1971), Schriftstellerin, Bachelor am Goshen 1994
- Said Sheikh Samatar, Professor für Afrikanische Geschichte an der Rutgers University
- John Howard Yoder, Theologe
- Paulos Mar Gregorios, Theologe und Bischof der indisch-orthodoxen Kirche

### Dozenten
- Rudy Wiebe (* 1934), kanadischer Schriftsteller, lehrte von 1963 bis 1967 am Goshen[5]

### Ehrungen
- Carrie Newcomer (* 1958), Singer-Songwriterin, hatte am Goshen College studiert, es aber ohne Abschluss verlassen. Sie erhielt 2019 einen Bachelor-of-Arts-Abschluss ehrenhalber.[6]